# El color púrpura (película de 2023)
El color púrpura (título original en inglés: The Color Purple) es una película dramática musical de coming-of-age estadounidense dirigida por Blitz Bazawule a partir de un guion de Marcus Gardley, basada en el musical teatral del mismo nombre, que a su vez se basa en la novela homónima de 1982 escrita por Alicia Walker. Es la segunda adaptación cinematográfica de la novela, después de la película de 1985 de Steven Spielberg. Spielberg y Quincy Jones regresan para producir esta versión, junto con los productores del musical Scott Sanders y Oprah Winfrey, la última de las cuales también protagonizó la película de 1985 como Sofía.
The Color Purple se estrenó en los  Estados Unidos el 25 de diciembre de 2023 por Warner Bros. Pictures.

## Sinopsis
Una historia de las luchas de toda la vida de una mujer afroamericana que vive en el sur a principios del siglo XX.

## Reparto
- Fantasia como Celie Harris Johnson
  - Phylicia Mpasi como Celie Harris Johnson joven
- Taraji P. Henson como Shug Avery
- Danielle Brooks como Sofia
- Colman Domingo como Albert "Mister" Johnson
- Corey Hawkins como Harpo Johnson
- H.E.R. como Mary Agnes ("Squeak")
- Halle Bailey como Nettie Harris
  - Ciara como Nettie Harris mayor
- Aunjanue Ellis como Mama
- Jon Batiste como Grady
- Louis Gossett Jr. como Ol' Mister Johnson
- David Alan Grier como Rev. Samuel Avery
- Deon Cole como Alfonso
- Tamela J. Mann como First Lady
- Stephen Hill como Henry "Buster" Broadnax
- Elizabeth Marvel como Miss Millie

## Producción
El 2 de noviembre de 2018, se anunció que se estaba desarrollando una adaptación cinematográfica del musical en Warner Bros. Pictures y Amblin Entertainment, las mismas compañías que hicieron la adaptación cinematográfica de la novela en 1985, con Steven Spielberg, Quincy Jones, Scott Sanders y Oprah Winfrey como productores. En agosto de 2020, se anunció que Marcus Gardley escribiría el guion y Blitz Bazawule de Black Is King lo dirigiría.
Winfrey elogió la selección de Bazawule como director, después de que ella y los productores vieran su trabajo en The Burial of Kojo, y dijo que "quedaron impresionados por la visión única de Blitz como director y esperan ver cómo trae la próxima evolución de esta querida historia a la vida." También se anunció que Alice Walker, Rebecca Walker, Kristie Macosko Krieger, Carla Gardini y Mara Jacobs serían productoras ejecutivas de la película.
En agosto de 2021, Corey Hawkins fue elegido para un papel principal. Ese mismo mes, H.E.R. fue contratada en su debut actoral. En febrero de 2022, Taraji P. Henson, Fantasia Barrino, Danielle Brooks, Colman Domingo y Halle Bailey se unieron al elenco, con Barrino y Brooks retomando sus papeles de producciones del musical teatral. En marzo de 2022, Louis Gossett Jr., David Alan Grier, Tamela J. Mann, Phylicia Mpasi, Deon Cole, Stephen Hill y Ciara se unieron al elenco. En abril de 2022, Aunjanue Ellis, Elizabeth Marvel y Jon Batiste se unieron al elenco.
La filmación comenzó en marzo de 2022 y la producción se llevó a cabo en Driftwood Beach en Jekyll Island del 16 al 25 de marzo. La filmación terminó oficialmente en julio de 2022.
Siedah Garrett se unió a Brenda Russell y Stephen Bray (en lugar de la fallecida Allee Willis) para contribuir con nuevo material a la banda sonora de la película.

## Estreno
La película se estrenó el 25 de diciembre de 2023. Originalmente estaba programada para ser estrenada el 20 de diciembre de 2023, pero luego cambió las fechas de estreno con Aquaman and the Lost Kingdom.

## Recepción

### Crítica
The Color Purple recibió reseñas generalmente positivas de parte de la crítica y de la audiencia. En el sitio web agregador de reseñas Rotten Tomatoes, la película posee una aprobación de 87%, basada en 165 reseñas, con una calificación de 7.4/10 y un consenso crítico que dice "Partiendo del legado de la adaptación cinematográfica anterior e incorporando elementos del musical escénico, The Color Purple es un testimonio de resiliencia ante el trauma que agrada al público". De parte de la audiencia tiene una aprobación de 93%, basada en más de 2500 votos, con una calificación de 4.6/5.
El sitio web Metacritic le dio a la película una puntuación de 70 de 100, basada en 34 reseñas, indicando "reseñas generalmente favorables". Las audiencias encuestadas por CinemaScore le otorgaron a la película una "A" en una escala de A+ a F, mientras que en el sitio IMDb los usuarios le asignaron una calificación de 7.9/10, sobre la base de más de más de 2400 votos.

### Premios y nominaciones
| Premio                                                   | Fecha                   | Categoría                                       | Nominados                                                   | Resultado | Ref.   |
| -------------------------------------------------------- | ----------------------- | ----------------------------------------------- | ----------------------------------------------------------- | --------- | ------ |
| Astra Film and Creative Awards                           | 6 de enero de 2024      | Mejor película                                  | The Color Purple                                            | Pendiente | [ 20 ] |
| Astra Film and Creative Awards                           | 6 de enero de 2024      | Mejor actriz                                    | Fantasia Barrino                                            | Pendiente | [ 20 ] |
| Astra Film and Creative Awards                           | 6 de enero de 2024      | Mejor actriz de reparto                         | Danielle Brooks                                             | Pendiente | [ 20 ] |
| Astra Film and Creative Awards                           | 6 de enero de 2024      | Mejor actor de reparto                          | Colman Domingo                                              | Pendiente | [ 20 ] |
| Astra Film and Creative Awards                           | 6 de enero de 2024      | Mejor reparto                                   | The Color Purple                                            | Pendiente | [ 20 ] |
| Astra Film and Creative Awards                           | 26 de febrero de 2024   | Mejor peinado y maquillaje                      | Carol Rasheed, Saisha Beecham, Lawrence Davis y Tym Wallace | Pendiente | [ 20 ] |
| Astra Film and Creative Awards                           | 26 de febrero de 2024   | Mejor diseño de vestuario                       | Francine Jamison-Tanchuck                                   | Pendiente | [ 20 ] |
| Astra Film and Creative Awards                           | 26 de febrero de 2024   | Mejor casting                                   | Bernard Telsey, Destiny Lilly y Tiffany Little Canfield     | Pendiente | [ 20 ] |
| Premios Black Reel                                       | 16 de enero de 2024     | Mejor película                                  | The Color Purple                                            | Pendiente | [ 21 ] |
| Premios Black Reel                                       | 16 de enero de 2024     | Mejor director                                  | Blitz Bazawule                                              | Pendiente | [ 21 ] |
| Premios Black Reel                                       | 16 de enero de 2024     | Mejor actuación protagonista                    | Fantasia Barrino                                            | Pendiente | [ 21 ] |
| Premios Black Reel                                       | 16 de enero de 2024     | Mejor actuación de reparto                      | Danielle Brooks                                             | Pendiente | [ 21 ] |
| Premios Black Reel                                       | 16 de enero de 2024     | Mejor actuación de reparto                      | Colman Domingo                                              | Pendiente | [ 21 ] |
| Premios Black Reel                                       | 16 de enero de 2024     | Mejor actuación de reparto                      | Taraji P. Henson                                            | Pendiente | [ 21 ] |
| Premios Black Reel                                       | 16 de enero de 2024     | Mejor reparto                                   | The Color Purple                                            | Pendiente | [ 21 ] |
| Premios Black Reel                                       | 16 de enero de 2024     | Mejor director emergente                        | Blitz Bazawule                                              | Pendiente | [ 21 ] |
| Premios Black Reel                                       | 16 de enero de 2024     | Mejor actuación innovadora                      | Fantasia Barrino                                            | Pendiente | [ 21 ] |
| Premios Black Reel                                       | 16 de enero de 2024     | Mejor actuación innovadora                      | Danielle Brooks                                             | Pendiente | [ 21 ] |
| Premios Black Reel                                       | 16 de enero de 2024     | Mejor actuación innovadora                      | Phylicia Pearl Mpasi,                                       | Pendiente | [ 21 ] |
| Premios Black Reel                                       | 16 de enero de 2024     | Mejor primer guion                              | Marcus Gradley                                              | Pendiente | [ 21 ] |
| Premios Black Reel                                       | 16 de enero de 2024     | Mejor montaje                                   | Jon Poll                                                    | Pendiente | [ 21 ] |
| Premios Black Reel                                       | 16 de enero de 2024     | Mejor diseño de producción                      | Paul D. Austerberry                                         | Pendiente | [ 21 ] |
| Premios Black Reel                                       | 16 de enero de 2024     | Mejor diseño de vestuario                       | Francine Jamison-Tanchuck                                   | Pendiente | [ 21 ] |
| Premios Black Reel                                       | 16 de enero de 2024     | Mejor peinado y maquillaje                      | Lawrence Davis and Carol Rasheed                            | Pendiente | [ 21 ] |
| Premios Black Reel                                       | 16 de enero de 2024     | Mejor banda sonora instrumental                 | Kris Bowers                                                 | Pendiente | [ 21 ] |
| Premios Black Reel                                       | 16 de enero de 2024     | Mejor canción                                   | "Keep It Movin'"                                            | Pendiente | [ 21 ] |
| Premios Black Reel                                       | 16 de enero de 2024     | Mejor banda sonora                              | The Color Purple                                            | Pendiente | [ 21 ] |
| Celebration of Cinema and Television                     | 4 de diciembre de 2023  | Mejor reparto                                   | The Color Purple                                            | Ganadora  | [ 22 ] |
| Premios de la Crítica Cinematográfica                    | 14 de enero de 2024     | Mejor película                                  | The Color Purple                                            | Pendiente | [ 23 ] |
| Premios de la Crítica Cinematográfica                    | 14 de enero de 2024     | Mejor actriz de reparto                         | Danielle Brooks                                             | Pendiente | [ 23 ] |
| Premios de la Crítica Cinematográfica                    | 14 de enero de 2024     | Mejor reparto                                   | The Color Purple                                            | Pendiente | [ 23 ] |
| Premios de la Crítica Cinematográfica                    | 14 de enero de 2024     | Mejor maquillaje                                | The Color Purple                                            | Pendiente | [ 23 ] |
| Premios de la Crítica Cinematográfica                    | 14 de enero de 2024     | Mejor diseño de vestuario                       | Francine Jamison-Tanchuck                                   | Pendiente |        |
| Premios Globo de Oro                                     | 7 de enero de 2024      | Mejor actriz - Comedia o musical                | Fantasia Barrino                                            | Nominada  | [ 24 ] |
| Premios Globo de Oro                                     | 7 de enero de 2024      | Mejor actriz de reparto                         | Danielle Brooks                                             | Nominada  | [ 24 ] |
| Heartland Film                                           | 2023                    | Premio a la película verdaderamente conmovedora | The Color Purple                                            | Ganadora  |        |
| Premios de Música de Hollywood de Medios de Comunicación | 15 de noviembre de 2023 | Mejor canción                                   | "Keep It Moving"                                            | Nominada  | [ 25 ] |
| Premios de Música de Hollywood de Medios de Comunicación | 15 de noviembre de 2023 | Mejor canción - Actuación en pantalla           | "Keep It Moving"                                            | Nominada  | [ 25 ] |
| Las Vegas Film Critics Society                           | 13 de diciembre de 2023 | Mejor diseño de vestuario                       | Francine Jamison-Tanchuck                                   | Nominada  |        |
| Las Vegas Film Critics Society                           | 13 de diciembre de 2023 | Mejor reparto                                   | The Color Purple                                            | Nominada  |        |
| The Queerties                                            | 28 de febrero de 2023   | Próxima gran novedad                            | The Color Purple                                            | Nominada  | [ 26 ] |
| Washington D. C. Area Film Critics Association Awards    | 10 de diciembre de 2023 | Mejor actriz de reparto                         | Danielle Brooks                                             | Nominada  | [ 27 ] |
| Washington D. C. Area Film Critics Association Awards    | 10 de diciembre de 2023 | Mejor banda sonora original                     | Kris Bowers                                                 | Nominada  | [ 27 ] |
| Satellite Awards                                         | 17 de febrero de 2024   | Mejor actriz dramática                          | Fantasia Barrino                                            | Pendiente | [ 28 ] |
| Satellite Awards                                         | 17 de febrero de 2024   | Mejor diseño de vestuario                       | Francine Jamison-Tanchuck                                   | Pendiente | [ 28 ] |